# Commanderie de Montmorency
La commanderie de Montmorency est une commanderie templière avant d'être une commanderie hospitalière lors de la dévolution des biens de l'ordre du Temple et appartenant au prieuré hospitalier du Temple du Grand prieuré de France.

## Histoire
La première mention de Montmorency et de l'ordre du Temple provient d'une donation faite par Bouchard de Montmorency en 1192 de 2 setiers de châtaignes à prendre chaque année dans ses bois,. Mathieu de Montmorency, fait en 1221, don d'une partie de la dime de Deuil et de Montmagny. Les Templiers achètent dans la paroisse en 1257 une grande maison (rue de l'Étang, qui devient ainsi la rue du Temple) et des parcelles de vigne (au lieu-dit la Fosse-aux-Moines). D'autres seigneurs leur firent dons en échange de messes anniversaires après leur mort en l'église du Temple à Paris : en 1263, Nicolas de Mahaut, en 1266, Baudouin des Fossés,.
En 1269, Mathieu de Monmorency, leur octroya des lettres d'amortissement pour tous les biens qu'ils possédaient à Monmorency. Cette lettre précise la possession d'une commanderie et d'un pressoir pour faire du vin,.
Les Hospitaliers de l'ordre de Saint-Jean de Jérusalem obtinrent la commanderie de Montmorency lors de la dévolution des biens de l'ordre du Temple et en 1318, Jean de Montmorency saisis le domaine hospitalier. Le prieur, Pierre Simon Le Roy préféra payer une somme de 1 600 livres parisis pour obtenir la libre possession des biens.
Les Hospitaliers se désintéressent de cette commanderie et plutôt que d'en faire un membre cédèrent à cens ou à rente perpétuelle leur propriété. Ils ne gardèrent que le bois du Temple et le pressoir avec cinq à six arpents de vigne.